# Helcogramma rharhabe
Helcogramma rharhabe és una espècie de peix de la família dels tripterígids i de l'ordre dels perciformes. El adults poden assolir fins a 3,7 cm de longitud total.
És un peix marí de clima tropical que viu fins als 3 m de fondària que es troba des de Moçambic (Bazaruto) fins a Sud-àfrica.